# رمسيس (سيارة)
سيارة رمسيس  هي أول سيارة مصرية الصنع بدأ إنتاجها عام 1960 وتوقف إنتاجها عام 1972.
بدأ إنتاج السيارة رمسيس متعددة الموديلات وعرضها في الأسواق عام 1960، فكانت تستحق الاهتمام كبداية موافقة في حد ذاتها، ووجدت إقبالاّ شديداً عليها من المصريين لتشجيع الصناعة الوطنية، وكان ثمنها في ذلك الوقت 200 جنية مصري والذي كان يعتبر مبلغا قليلا بالمقارنة مع السيارات الأخرى حينها.

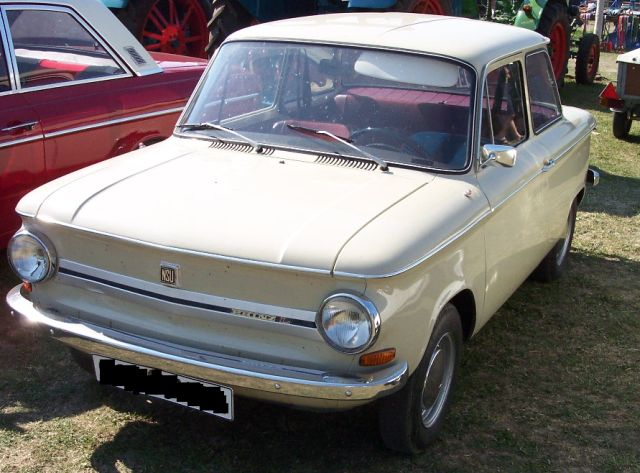
NSU Prinz 4

كانت السيارة تعديلا مصريا على السيارة الألمانية «برينز 4» "Prinz 4 " من إنتاج شركة "NSU" الألمانية الغربية، والتي كانت تنتج في نفس الوقت في ألمانيا، ووصلت نسبة المكون المحلي منها إلى حوالي 30%.

## المحرك
توفرت «رمسيس II» بمحرك من إنتاج NSU مكون اسطوانتين تبلغ سعته 600 سم³ مع كامة علوية يتم تبريده بالهواء، وكان ينتج قدرة حوالي 20 حصانا

## الإنتاج
استمر إنتاج «رمسيس II» يعاني من بطء في النمو، حيث كان الإنتاج اليومي لا يتعدى 8 سيارات في اليوم، كما عانت رمسيس من بعض المشاكل في التعامل مع "NSU" التي كانت تعاني بدورها من مشاكل اقتصادية بسبب إطلاقها للمحرك الرحوي لأول مرة على مستوى العالم في عام 1964 وما تبعه من مشاكل كبيرة على صعيد الاعتمادية وقصر عمره وصعوبة إصلاحه، ما أدى إلى استحواذ شركة «فولكس فاجن» عليها في النهاية بحلول عام 1969.

## نهاية الإنتاج
مع تزايد المشاكل التي ظهرت في التعامل مع NSU بمنتصف الستينات وفي ظل رغبة الحكومة المصرية في إكمال مشروع السيارة المصرية، استغلت شركة فيات الإيطالية الفرصة وأبرمت عقد شراكة معها لتجميع سيارات فيات في شركة النصر لصناعة السيارات، حيث كانت هذه سياسة فيات للدخول إلى الدول الاشتراكية، واشترطت الحكومة المصرية وضع رمز «نصر» علي السيارات الإيطالية التي تم تجميعها في مصر بدلا من رمز شركة فيات.
وتم إيقاف إنتاج «رمسيس II» بشكل نهائي في عام 1972.

## وصلات خارجية
- فيلم عن السيارة رمسيس على يوتيوب
- السيارة رمسيس - فيلم وثائقي مع ترجمة بالإنجليزية على يوتيوب
- وكالة أنباء أونا ONA: http://onaeg.com/?p=2667257 نسخة محفوظة 5 أغسطس 2016 على موقع واي باك مشين.